# Kingston (Ohio)
Kingston è un villaggio degli Stati Uniti d'America, situato nello stato dell'Ohio, nella contea di Ross.